# BFGoodrich
BFGoodrich, ustanovljen leta 1896, je bil prvi ameriški proizvajalec pnevmatik. Podjetje se je ločilo od Goodrich Corporation in je od leta 1988 v lasti Michelina. 
BF Goodrich je ena najboljših blagovnih znamk pnevmatik, ki se osredotoča na proizvodnjo zmogljivih pnevmatik za avtomobile, tovornjake in SUV. Blagovna znamka si je pridobila ime enega najboljših podjetij za izdelavo pnevmatik za terensko vožnjo.